# Peter Rono
Peter Kipchumba Rono (Kapsabet, 31 luglio 1967) è un ex mezzofondista keniota, campione olimpico dei 1500 metri piani ai Giochi di Seul 1988.

## Palmarès
| Anno | Manifestazione    | Sede         | Evento         | Risultato  | Prestazione | Note |
| ---- | ----------------- | ------------ | -------------- | ---------- | ----------- | ---- |
| 1986 | Mondiali di cross | Neuchâtel    | Corsa juniores | 10º        | 23'33"7     |      |
| 1986 | Mondiali di cross | Neuchâtel    | Corsa juniores | Argento    | 1o p.       |      |
| 1986 | Mondiali juniores | Atene        | 1500 m piani   | Argento    | 3'45"62     |      |
| 1986 | Mondiali juniores | Atene        | 5000 m piani   | 14º        | 14'20"03    |      |
| 1987 | Mondiali indoor   | Indianapolis | 1500 m piani   | Batteria   | 3'48"81     |      |
| 1987 | Mondiali          | Roma         | 1500 m piani   | Semifinale | 3'44"76     |      |
| 1988 | Giochi olimpici   | Seul         | 1500 m piani   | Oro        | 3'35"96     |      |
| 1991 | Mondiali          | Tokyo        | 1500 m piani   | Semifinale | 3'41"76     |      |

## Altre competizioni internazionali
1988
- Oro ai Bislett Games ( Oslo), 1500 m piani - 3'36"71

1989
- Bronzo all'Athletissima ( Losanna), 1500 m piani - 3'35"80
- 8º al Memorial Van Damme ( Bruxelles), 1500 m piani - 3'40"07
- 8º all'Herculis ( Monaco, 1500 m piani - 3'41"48

1990
- 8º all'ISTAF Berlin ( Berlino), miglio - 3'59"71

1991
- 4º all'Athletissima ( Losanna), miglio - 3'51"41
- Argento ai Bislett Games ( Oslo), miglio - 3'52"38
- 5º all'Herculis ( Monaco), 1500 m piani - 3'35"27

1992
- 9º all'Athletissima ( Losanna), 1500 m piani - 3'38"22

1993
- 9º al Golden Gala ( Roma), 1500 m piani - 3'41"09